# Кримінальна справа щодо корупції у ФІФА

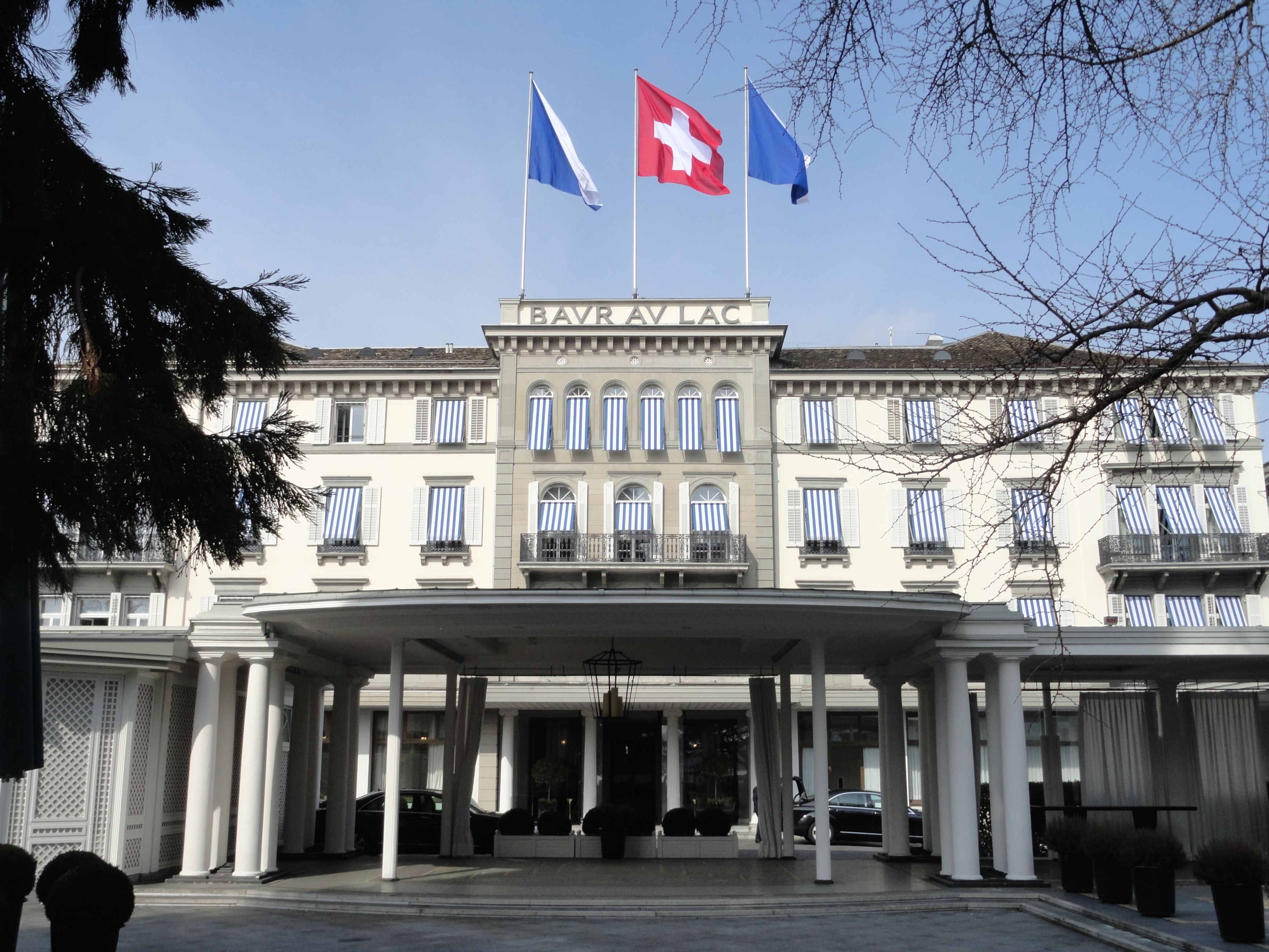
Готель Baur au Lac в Цюриху, в якому були заарештовані 7 високопосадовців ФІФА

Кримінальна справа проти вищих посадовців ФІФА по звинуваченню їх в корупції, рекеті, шахрайстві і відмиванні грошей. Кримінальне провадження проводять одночасно як окремі справи, але координують між собою: Прокураторою (Міністерством юстиції) США — у зв'язку із злочинами на території США та зловживанням фінансовими інституціями США; та Федеральною прокуратурою Швейцарії — у зв'язку з кримінальним характером надання прав проведення Чемпіонатів світу з футболу 2018 та 2022 рр. Росії і Катару та іншими злочинами.

## Правові засади
Звинувачення американської прокуратури та відповідне розслідування ФБР має наступне правове підґрунтя:
- Звинувачення стосуються злочинів, скоєних на території США;
- Підозрювані або звинувачені є громадянами США;
- Справа стосується діяльності футбольних функціонерів ФІФА у Західній півкулі. Штаб-квартира КОНКАКАФ (Асоціація Північної і Центральної Америки та країн Карибського басейну) розташована в Маямі (шатат Флорида, США), а один з основних офісів — у Нью-Йорку;
- Всі обвинувачені використовували для своїх незаконних операцій американську фінансову систему;
- Прокуратура США має претензії до компаній, зареєстрованих в США;
- Розслідування можливих порушень при виборі країн-господарок чемпіонатів 2018 і 2022 прокуратуру США напряму не цікавить.

Окрім того, швейцарська прокуратура порушила окрему кримінальну справу щодо відбору країн-господарок Чемпіонату світу з футболу в 2018 та 2022 роках.
- Прокуратура Швейцарії проводить слідство щодо цих та інших злочинів функціонерів ФІФА у рамках своєї компетенції: ФІФА є зареєстрованим резидентом Швейцарії, злочини відбувалися на теренах Швейцарії або з використанням швейцарських фінансових інститутів (банків).

## Слідство в США
Слідство ведуть ФБР, мін'юст і податкове управління США, воно тривало три роки.
Обвинувальний висновок, який Бруклінське велике журі присяжних затвердило 20 травня 2015, нараховує 47 пунктів.
У вівторок 26.05.2015 опівночі газета New York Times повідомила, що звинувачення, які підготувала федеральна прокуратура Східного округу Нью-Йорка в Брукліні, будуть офіційно оголошені на наступний день. Вранці 27 травня того ж року мін'юст США випустив відповідний прес-реліз, а через кілька годин бруклінська федеральна прокуратура оприлюднила низку судових документів, в тому числі обвинувальний висновок на 164 сторінках.
Звинувачення в організованій злочинній діяльності, хабарництві, відмиванні грошей і низці інших злочинів пред'явлені 14 фігурантам. Серед них мін'юст особливо виділяє Джеффрі Вебба і Джека Ворнера, нинішнього і колишнього президентів CONCACAF, континентальної федерації у складі ФІФА зі штаб-квартирою в США.
В цій кримінальній справі американські органи використовують таку ж термінологію, як і у справах відносно таких кримінальних угрупувань як мафія.

## Слідство в Швейцарії
Як підмітив провідний цюрихський часопис «Tages-Anzeiger», Управління Федеральної прокуратури довго планувало розслідування діяльності верхівки ФІФА. Швейцарська прокуратура та кримінальна поліція почали цю справу ще в 2010 році, коли на конгресі ФІФА в Йоганнесбургу були прийняті рішення щодо проведення чемпіонатів світу в Росії і Катарі. Очолив розслідування голова відділу економічних злочинів Федеральної прокуратури Олівер Торманн (Olivier Thormann), який в молоді роки сам був футбольним арбітром-аматором. Спочатку була відкрита кримінальна справа проти «невідомих» під кодовою назвою «Фіфі» (Fifi). 10 березня 2015 році справа була розширена і отримала нову назву — «Операція Дарвін».
Головні моменти: сплата хабарів за надання прав чемпіонатів — це тільки один з пунктів звинувачення. Не менш важливими є протизаконне збагачення, «відмивання грошей» та інші.
Головні підозрювані в справі 2010-го року — це Франц Бекенбауер, Джек Ворнер та Чак Блейзер, якими вже зайнялась американська прокуратура. Зепп Блаттер та Мішель Платіні — обидва мешканці (резиденти) Швейцарії і тому завжди досяжні для прокуратури. Також у списку: заступник Блаттера (а також член МОК) камерунець Ісса Хаяту, член виконкому ФІФА іспанець Анхел Марія Віллар Ліона, член виконкому, голова футбольного союзу Бельгії Мішель Д'Хуг, член виконкому кіпріот Маріос Лефкарітіс. До цієї ж групи належать Шенес Ерзік з Туреччини, Воравві Макуді з Таїланду, Жак Аноума з Берегу Слонової Кістки, гватемалець Рафаель Сальгеро, єгиптянин Гані Або Ріда та російський міністр спорту Віталій Мутко.
10 червня 2015 слідчі федеральної прокуратури знову цілеспрямовано обшукали кабінети З. Блаттера, генерального секретаря Жерома Вальке і фінансового директора Маркуса Каттнера. Вони знайшли і вилучили документи ФІФА, які стосуються прийнятя рішень про ЧС-2018 і ЧС-2022. Головним чином йдеться про так звані «Оціночні звіти», на основі яких була створена Комісія ФІФА по присудженню прав Чемпіонатів світу з футболу 2018 і 2022 років серед країни-кандидатів. Прокурори також вилучили документи про виплати сум, що перевищують $10 млн навесні 2008 року. Ці гроші були переправлені на банківські рахунки, що контролювалися Джеком Ворнером. По даним Мін'юсту США ці гроші були хабарами членів Виконкому ФІФА за рішення про проведення ЧС-2010 в Південно-Африканській Республіці.
На червень 2015 швейцарська прокуратура розслідувала вже 53 справ зареєстрованих банками випадків «відмивання грошей» при наданні прав на проведення ЧС-2018 у Росії і ЧС-2022 у Катарі.

### Провадження проти Блаттера
25 вересня 2015 очікувалась велика прес-конференція Блаттера після закінчення засідання виконкому ФІФА. На його вихід чекало 15 команд телеоператорів та велика кількість журналістів. Термін появи Блаттера перед пресою несподівано пересунули на годину, а потім і зовсім скасували. Перед журналістами Блаттер так і не з'явився. Замість цього журналістам повідомили, що саме в цей час федеральна прокуратура Швейцарі здійснила нові обшуки в штабквартирі ФІФА та в кабінеті Блаттера. Блаттера також було допитано як обвинуваченого. Також був допитаний член виконкому ФІФА і президент УЄФА Мішель Платіні, але як свідок (за ст. 178 КПК Швейцарії). Прокуратура виявила та конфіскувала кілька накопичувачів інформації, згідно змісту яких безпосередньо Блаттеру інкримінуються кілька серйозних порушень:
- У лютому 2011 він перевів на особистий рахунок Мішеля Платіні 2 млн. франків (відповідно сучасному курсу $2.040.000) — «за надані послуги в період з січня 1999 по червень 2002». Саме в цей час проходила виборча кампанія Блаттера. Платіні заявив, що отримав ці гроші за «здійснену роботу відповідно до контракту з ФІФА». Але він не пояснив, за яку саме «роботу» і чому переказ прийшов тільки через 9 років. За швейцарським законодавством подібні платежі вважаються протизаконними.[9]
- У вересні 2005 Блаттер продав президенту КОНКАКАФ Джеку Ворнеру права на телетрансляцію ЧС в Південній Африці та ЧС у Бразилії за 250.000 та 350.000 USD відповідно (всього 600 тис. дол.). Угода, за визнанням генерального секретаря ФІФА Жерома Вальке, не проходила через жодну необхідну комісію чи комітет. Через два роки Ворнер перепродав ці права далі вже за 15 та 20 млн. доларів. Ворнер протягом останнього (2015) року не раз заявляв під протокол, що Блаттер передав йому права як подяку за підтримку у президентських виборах ФІФА у 1998 і 2002 рр.[10]

В усіх цих рахунках стоять підписи персонально Блаттера.
Слідчі вважають, що цим продажем ТБ-прав Блаттер уклав дуже невігідний для ФІФА контракт і цим пошкодив інтересам Всесвітньої футбольної асоціації.
Прокуратура Швейцарії відкрила проти нього кримінальне провадження по звинуваченню у «службовій нечесності» та «розкраданні» (нім. Ungetreue Geschäftsbesorgung, Veruntreuung — Стаття 158 Кримінального Кодексу Швейцарії, що відповідає українській формулі «Зловживання владою або посадовим становищем»)..
За оцінкою експертів, в разі підтвердження звинувачень 79-річному Блаттеру може погрожувати позбавлення волі строком до 5 років.

В інтерв'ю часопису Neue Zürcher Zeitung від 13 вересня 2015, на запитання кореспондента про строки завершення розслідування що вже триває півроку, Генеральний прокурор Швейцарії Міхаель Лаубер відповів:
Об'єм розслідування невідомий і коло підозрюваних дуже велике. Кримінальні зв'язки тягнуться в усьому світі. Тому ми створили велику оперативну групу слідчих (Task-Force).<…>
Я впевнений, що кримінальне провадження тоді ефективне, коли розслідування завершається у розумних часових рамках. Процедури, які тривають занадто довго чи взагалі не завершуються, підривають довіру суспільства до правової держави.

### Відсторонення від діяльності з боку ФІФА
7 жовтня 2015 Комісія з етики ФІФА, під тягарем викритих під час слідства обставин, відсторонила президента ФІФА Йозефа Блаттера та його можливого наступника, члена Виконкому ФІФА та президента УЄФА Мішеля Платіні, від їх обов'язків керівників ФІФА строком на 90 днів. Також від обовя'зків було усунуто генерального секретаря ФІФА Жерома Вальке. Відсторонення означає, що Блаттеру заборонена будь-яка діяльність у міжнародному футболі, включно появу на стадионі під час міжнародних матчів. По завершенню 90 днів термін блокування може бути подовжений ще на 45 днів. З цього витікає, що Блаттер та його колеги не зможуть взяти участь у наступних виборах керівних органів та президента на позачерговому Конгресі ФІФА у грудні 2015.

### Зізнання Блаттера
28 жовтня 2015 у своїх інтерв'ю британському часопису Financial Times та російській інформагенції ТАСС Блаттер визнав, що щодо рішень про надання прав Чемпіонату світу 2018 Росії, ще до офіційного голосування виконкому ФІФА 2 грудня 2010 року, в керівництві ФІФА вже наперед існувала закулісна таємна домовленість. Згідно зі свідченнями Блаттера, була укладена неписьмова «джентльменська угода», яка передбачала фальсифікацію результатів голосування з метою надання права проведення ЧС-2018 Росії, а ЧС-2022 США.

| - То була "джентльменська угода" — сказав він мені (автор: Малкольм Мур) — серед лідерів ФІФА, що змагання 2018 і 2022 років будуть проходити у «двох супердержавах», Росії та США; «Це було за лаштунками. Це було дипломатично узгоджено так розмістити»[18]Оригінальний текст (англ.) There had been a “gentleman’s agreement”, he tells me, among Fifa’s leaders that the 2018 and 2022 competitions would go to the “two superpowers” Russia and the US; “It was behind the scenes. It was diplomatically arranged to go there.” |
Але приблизно за тиждень до офіційного голосування, як стверджує Блаттер, тодішній президент Франції Саркозі умовив Мішеля Платіні віддати права на ЧС-2022 не США, а Катару. І Платіні, разом із своєю «групою впливу» у Виконкомі ФІФА, проголосували на користь Катару, поламавши всю попередню домовленість (розподіл голосів 14-8 на користь Катару).. Водночас Блаттер заявив, що, метою атаки на ФІФА насправді був він сам, і атака персонально на нього почалась саме через очільника УЄФА Мішеля Платіні.
Коментарі у відповідь
- Російська державна інформагенція ТАСС, як і очікувалося, перекрутила цитату Блаттера[21]: замість «внутрішня домовленість» (про надання прав ЧС-2018 Росії) в оригіналі у Блаттера, — ТАСС переклав як «внутреннее убеждение»[22]
- Міністр спорту РФ та президент Російського Футбольного Союзу Віталій Мутко спробував спростувати слова Блаттера про підтасування (у версії ТАСС), що Блаттера начебто «неправильно зрозуміли…»:— Слова Блаттера про підтасування були вирвані із контексту і неправильно розтлумачені… Блаттер дав інтерв'ю російському агентству, а саме — ТАСС. Прозвучало кострубате запитання, на яке він дав незрозумілу відповідь. Він усього лише говорив про своє бачення ситуації, що російська заявка не цілком нормальна. Він припускав, що по чергуванню континентів наступним має бути американський континент, і все. …Англомовні ЗМІ ухопилися за мікропривід, внаслідок чого і з'явилася думка про деякі попередні домовленості…. Я відповідаю, ніяких таємних змов у Росії з ФІФА не було, це питання честі.[23][24]
—Ніяких змов ні з ким Росія не вела. Це абсолютна неправда. Не було, немає і не буде (змови)[25]

Своєю чергою вже російські ЗМІ коментуючи самого В.Мутка, наголошують, що він говорив про інтерв'ю Блаттера у версії «ТАСС», а не про інтерв'ю у «Financial Times».
Впевненість Мутка щодо «неправильного тлумачення Блаттера» розділили і інші російські спортивні авторитети: спортивний юрист і генеральний секретар Профспілки футболістів та тренерів РФ Микола Грамматіков та Генеральний директор оргкомітету «Россия-2018» Олексій Сорокін.

## Слідство в Бразилії
Бразильська поліція розпочала кримінальне розслідування відносно колишнього члену виконкому ФІФА, голови національної Конфедерації футболу Рікардо Тейшейри (президент Конфедерації у 1989-2012 рр.), якого підозрюють у відмиванні грошей і шахрайстві. Тейшейра був не тільки спадкоємцем Жоао Авеланжа на посаді президента БФК, але і членом його сім'ї, одружившись з дочкою Авеланжа Лусією.
Він пішов у відставку з поста глави Конфедерації в березні 2012 року, в період активної підготовки до Чемпіонату світу 2014 року. Його наступник Жозе Марія Марін — серед перших 7-ми чиновників ФІФА, заарештованих у Швейцарії. Очікувані звинувачення проти Тейшейри — отримання хабарів за призначення фірми 'International Sports and Leisure' (ISL), яка збанкрутувала в 2001 році, власним маркетинговим підрозділом.

## Слідство в Австралії
Поліція Австралії почала розслідування справи про корупцію при подачі країною заявки на проведення Чемпіонату світу з футболу 2022 року. 2010 року Австраліа витратили близько 40 млн доларів для отримання права на проведення турніру. Але отримала при голосуванні в ФІФА лише один голос. Поліція Австралії вирішали перевірити законність переводу 500 тисяч доларів на банківські рахунки Конфедерації футболу Північної і Центральної Америки і країн Карибського басейну (КОНКАКАФ) в рахунок «допомоги Центру передового досвіду» в Тринідаді і Тобаго. Розслідування було розпочато після того, як президент Федерації футболу Австралії Френк Лоуї звинуватив колишнього віце-президента ФІФА Джека Ворнера в крадіжці грошей з рахунків КОНКАКАФ.

## Інтерпол
З свого боку Інтерпол також оголосив у розшук шість осіб по цій же справі. Йдеться про видачу так званих «червоних повідомлень» Інтерполу відносно двох колишніх співробітників ФІФА — колишнього віце-президента організації Джека Ворнера і колишньому главі Південноамериканської конфедерації футболу Ніколаса Леоса. Також червону картку видали чотирьом керівникам спортивних компаній. Червоними картками Інтерпол повідомляє, що на людину був виданий ордер на арешт судовим органом однієї з країн.

## Внутрішні банківські розслідування
Британських банки, зокрема Barclays, Standard Chartered та HSBC, проти яких ФБР також висунуло звинувачення в співучасті у відмиванні грошей високопосадовцями ФІФА, почали внутрішнє розслідування щодо переміщення грошей чиновниками ФІФА між різними відділеннями банків.
Офіційні представники банку Standard Chartered підтвердили, що згадані у звинуваченні два перекази мали місце, і що «вони вивчають це питання». Керівництво Barclays та HSBC від коментарів відмовилося. Найбільшому банку Європи британському HSBC в 2010 вже довелося сплатити США рекорду суму штрафу у розмірі 1,9 млрд. US-доларів за «недостатні зусилля у протидії відмиванню грошей» через систему банку

## Арешти функціонерів ФІФА у Цюриху
Напередодні відкриття Конгресу ФІФА від 29 травня 2015 та запланованих на ньому чергових виборів президента ФІФА, вранці 27 травня в Цюриху, у рамках власного розслідування прокуратури Швейцарії та за запитом Міністерства юстиції США, були заарештовані 7 вищих посадовців ФІФА. Ще два чиновники ФІФА і 5 пов'язаних з ними бізнесменів були заарештовані в Америці — всього 14 функціонерів ФІФА, яким були висунуті офіційні звинувачення у корупції, рекеті, шахрайстві і відмиванні грошей. Серед них:
- Джеффрі Вебб (Jeffrey Webb, нар. *1964,  Кайманові острови) — віце-президент ФІФА, президент КОНКАКАФ
- Еухеніо Фігередо (Eugenio Figueredo, *1932,  Уругвай) — віце-президент та член виконкому ФІФА, екс-президент КОНМЕБОЛ
- Едуардо Лі (Eduardo Li Sánchez, *1958,  Коста-Рика) — член виконкому ФІФА, член виконкому КОНКАКАФ, президент Федерації футболу Коста-Рики
- Хуліо Роча (Julio Rocha Lopez, *1950,  Нікарагуа) — співробітник департаменту з розвитку ФІФА, екс-президент УНКАФ[36]
- Костас Таккас (Costas Takkas, *1956,  Острови Кука) — аташе президента КОНКАКАФ Джеффрі Вебба
- Рафаель Ескевель (Rafael Esquivel, *1946,  Венесуела) — член виконкому КОНМЕБОЛ, президент Федерації футболу Венесуели
- Хосе Марія Марін (José Maria Marin, *1932,  Бразилія) — екс-президент Федерації футболу Бразилії, діючий член оргкомітету футбольного турніру Олімпіада-2016 в Ріо

Бізнесмени
- Алехандро Бурзако[en],  Аргентина — генеральний директор аргентинської телекомпанії Torneos у Competencias SA
- Гуго Хінкіс[en],  Аргентина — генеральний директор аргентинської телекомпанії Full Play International TV S.A.
- Маріан Хінгіс (Mariano Jinkis),  Аргентина — син Гуго Хінкіса і віце-президент Full Play International
- Аарон Девідсон[en],  США — президент об'єднання компаній Traffic Sports USA Inc.

Звинувачення також були пред'явлені двом колишнім членам виконкому ФІФА — тринідадцю Джеку Ворнеру (Austin «Jack» Warner, *1943 нар., колишній віце-президент ФІФА, екс-президент КОНКАКАФ) і парагвайцеві Ніколасу Леосу (Nicolás Leoz Almirón, *1928 нар., колишній член виконкому ФІФА, екс-президент КОНМЕБОЛ 1986–2013). Генпрокурор США відмовилася відповісти на питання, чи не ведеться також слідства щодо Зепа Блаттера.
Одночасно в штаб-квартирі ФІФА в Цюриху були проведені обшуки і вилучено документи та комп'ютери організації. Мін'юст Швейцарії заблокував рахунки в декількох банках країни, на які, ймовірно, надходили хабарі. Також вилучено пов'язані з переказом коштів документи.
Як стверджує в офіційному обвинувальному висновку генеральний прокурор США Лоретта Лінч, справа йде про «нестримну, системну і глибоко укорінену корупцію» на сотні мільйонів доларів. Передбачувані злочини скоювалися за створеною корупційною «схемою» протягом останніх 24 років, тобто двох поколінь керівництва ФІФА. Корупція поширилися на всі аспекти футболу — на організацію матчів, продаж прав на їхню трансляцію, на відносини з корпоративними партнерами. «Багато осіб і організацій, які відповідали за те, щоби футбол був відкритим і доступним для всіх… Натомість вони скорумпували справу всесвітнього футболу для обслуговування власних інтересів і самозбагачення».
Дехто з оглядачів вважає, що розслідування спиралося на проведене ФБР і Податковою службою США (IRS), результати якого були оприлюднені в листопаді 2014.. Британська Гардіан навела інший приклад одного з механізмів слідства: в верхівці ФІФА у ФБР був свій «інсайдер» — член виконкому ФІФА, голова КОНКАКАФ Чак Блейзер (Charles «Chuck» Blazer), якому інкримінувалася несплата податків з своєї долі хабарів у ФІФА у розмірі $151 млн. Блейзер в листопаді 2011 погодився співпрацювати із слідством і записав на магнітофон чимало розмов у верхівці ФІФА, в яких йшлося про вибір країн-господарів ЧС ще початку 1990-х років, а також приватні розмови з міністром спорту РФ Віталієм Мутко та Путіним.

В аналогічній до Блейзера ситуації опинилися також двоє дорослих синів Джека Ворнера, колишнього віце-президента ФІФА.
Оскільки за корупційними схемами кримінальні гроші «відмивалися» в банках США, заарештованих чекає екстрадиція до США. Один з арештованих одразу дав згоду на естрадицію, решта чекатиме 40-денну процедуру оформлення заявки
Скоєні злочини передбачують 20 років позбавлення волі. Дехто з арештованих функціонерів вже дав зізнавальні свідчення.
Європейський футбольний союз УЄФА вирішив бойкотувати ці вибори президента ФІФА та закликав до їх переносу, а голова УЄФА Мішель Платіні закликав Блаттера добровільно піти у відставку. Попри це, згідно офіційній заяві речника ФІФА Вальтера де Грегоріо (Walter de Gregorio), організація не збирається переносити термін виборів, а Блаттер має намір і далі балотуватися на свій 5-й президентський строк. В дні арешту своїх поплічників він зачинився вдома від журналістів і скасував всі заплановані ділові зустрічі.
Тим часом Федеральна прокуратура Швейцарії порушила власну кримінальну справу щодо рішення ФІФА надати права на проведення Чемпіонату світу з футболу в 2018 і 2022 році Росії і Катару. Цікаво, що комп'ютери, з яких велося електронне листування між чиновниками ФІФА щодо надання Росії і Катару прав проведення Чемпіонатів світу та готувалися власне заявки на проведення ЧС, напередодні внутрішнього розслідування Комісією з Етики ФІФА — як матеріальні свідоцтва були знищені.

## Офіційна реакція Росії
- Путін в інтерв'ю державному телеканалу «Росія-1» заявив:Арешти проведені по звинуваченню в корупції. Кого? Міжнародних чиновників. Можна припустити, що хтось з них щось порушив — я не знаю цього. Але вже точно, США не має до цього ніякого відношення… Вони, ці чиновники, не є громадянами США, і якщо відбулася якась подія, то вона відбулася не на території Штатів і США не мають до цього ніякого відношення… Це ще одна спроба <США> поширити свою юрисдикцію на інші країни… і ці дії скоєні на території третьої держави… Нас це не стосується.[48][49]
- Офіційний представник МЗС Росії О. Лукашевич назвав затримання функціонерів ФІФА швейцарськими владними органами «незаконним застосуванням законів США».[50]
- Міністр спорту РФ та президент Російського Футбольного Союзу Віталій Мутко спростував інформацію про його виклик до Швейцарії з приводу кримінального характеру вибору Москви хазяїном ЧС-2018, заявивши, що йому «нічого приховувати»[51]; і тут же був викликаний на допит швейцарською прокуратурою.[52]
- Віце-спікер Держдуми В. Жириновський, на телеканалі Росія-1 :Це в чистому вигляді провокація. Спеціально продумана акція за день-два до виборів керівника ФІФА. <…> Гаразд, якби злочин був у наявності. Так вони просто не хочуть допустити переобрання швейцарця Йозефа Блаттера. Чому? Тому що він нормально ставиться до Росії.[53]
- Російський державний діяч генерал і академік РАПН Рамзан Кадиров у своєму поздоровленні Зеппу Блаттеру з нагоди його обрання в п'ятий раз президентом ФІФА:Де Путін, там перемога! Саме так хочеться прокоментувати обрання Йозефа Блаттера на посаду президента ФІФА. Відверта і безсовісна провокація США і Англії, яка мала на меті зірвати Чемпіонат світу з футболу 2018 року в Росії, з тріском провалилася. У Лондоні досі не соромляться говорити, що Блаттер не протримається більше року, а чемпіонат в Росії потрібно бойкотувати. Даремно напружуєтеся, панове![54]

## Зв'язки з російським кримінальним світом
У січні 2005 Зепп Блаттер зустрічався в Москві в елітному нічному клубі «China Club» з одним з російських кримінальних авторитетів, «злодієм в законі», «фахівцем» по корупції в галузі спорту або влаштуванню потрібних результатів спортивних змагань Алімжаном Тохтахуновим (він же «Тайванчик», «Узбек», а також «Алік»). Сам Алімжан «Алік» Тохтахунов на цій зустрічі одночасно святкував четверту річницю свого знайомства з керівництвом ФІФА. При цьому був присутній високопосадовий радянсько-російський футбольний функціонер та видний персонаж пост-радянських розслідувань багатьох корупційних схем В'ячеслав Колосков.
Тохтахунов-Тайванчик в своїй «трудовій біографії» був тричі судимий (двічі в СРСР — в 1970—1980х роках — як професійний картковий шулер; і в 2002 в Італії), був висланий із Франції. Провів один рік у венеціанській в'язниці за відмивання грошей та спільні справи з італійською мафією. Після звільнення не став чекати на рішення італійських органів щодо екстрадиції його до США на запит ФБР по звинуваченню в злочинній діяльності на суму більш $100 млн, а втік до Москви, де продовжив свою діяльність в сфері рекету та спорту. Відтоді перебуває в розшуку Інтерполу і вважається одним з трьох розшукуваних ФБР російських кримінальних авторитетів, за іншими даними одним з десяти найрозшукуваніших ФБР злодіїв у світі («FBI Ten Most Wanted Fugitives»). Має широкі ділові зв'язки в російському професійному кримінальному світі, також в світі спорту і шоу-бізнесі. Свого часу нині покійний лідер російського кримінального світу, «злодій в законі» В'ячеслав Іваньков (Япончик) «призначив» Тохтахунова «смотрящим» в Європі.
На зустрічі з Зеппом Блаттером в «China Club» Тохтахунов був офіційно у ролі голови російського «Вітчизняного футбольного фонду», але неофіційно він був там, щоб отримати від керівництва ФІФА згоду про надання прав проведення чемпіонату світу з футболу 2018 року Росії. І потрібне позитивне рішення на цій зустрічі було прийняте. Пізніше на Конгресі ФІФА-2010 воно було оформлене офіційно.
Німецьким спецслужбам вдалося сфотографувати зустріч в «China Club». Коли ці фото показали Зеппу Блаттеру і спитали, чи впізнає він пана поряд з ним на знімках, Блаттер відповів наступним чином:
| —Можна знайти тисячі моїх фотографій зі сторонніми людьми, і зовсім необов'язково, що я цих людей знаю. Цього пана я не пам'ятаю»[59][60][61]. |

## Український слід
Як повідомив часопис Українська правда, серед головних фігурантів розслідування швейцарської прокуратури та дисциплінарних органів ФІФА щодо купівлі Росією права приймати ЧС-2018 є і віце-президент УЄФА Григорій Суркіс. Він є також фігурантом окремого розслідування, що проводить Генеральна прокуратура США. Як повідомив далі часопис, 24 липня 2015 Г.Суркіс, в компанії з кумом Суркіса та Путіна Віктором Медведчуком, побував у Санкт-Петербурзі за офіційним приводом — «жеребкування кваліфікаційного раунду ЧС-2018». Вони мали розмову з Путіним «на футбольну тематику». Медведчук рекомендував Путіну Суркіса — як людину, яка має серйозний авторитет у європейському футболі та у давніх дружніх стосунках з президентом ФІФА Блаттером. Путіна, в свою чергу, цікавили «всі варіанти», за яких у Росії можуть відібрати права на Чемпіонат світу з футболу 2018 року. Сторони обговорили потенційну загрозу ЧС в Росії в разі приходу до посади президента ФІФА Мішеля Платіні. Якщо на виборах президента ФІФА в грудні 2015 виграв би Мішель Платіні, то корупційний скандал у ФІФА був доведений до свого логічного завершення, а господарі ЧС-2018 і ЧС-2022 би змінилися. Часопис наголошує, що невипадково відразу після візиту Суркіса до Путіна, у світових ЗМІ з'явилося компрометуюче досьє на Платіні. Сліди цього документу цілком можливо йдуть саме з України.

## Реакція головних спонсорів
Після порушення прокуратурою Швейцарії нового провадження проти Блаттера і Платіні на кінці вересня 2015 чотири головних спонсори ФІФА — концерни Coca-Cola, McDonald's, Visa і Budweiser — зажадали негайної відставки Зеппа Блаттера.
Відставка пана Блаттера дозволила б розпочати надійний і стійкий процес реформ — заявив офіційний представник Coca-Cola. — З кожним пройденим днем імідж і репутація ФІФА продовжує брудніти. ФІФА потребує всеосяжної і термінової реформи, і це може бути досягнуто тільки через справді незалежного підхід. Події останніх тижнів продовжують зменшувати репутацію ФІФА і суспільну довіру до його керівництва.

## Інші, аналогічні випадки: ЧС-2006
Німецький часопис «Der Spiegel» провів власне розслідування випадку надання прав проведення Чемпіонату світу 2006 Німеччині.
16 жовтня 2015 журнал повідомив, що право проведення чемпіонату світу з футболу, імовірно, було куплено Німеччиною. За інформацією видання, Заявочний комітет DFB створив «чорну касу», в яку близький друг і меценат кількох відомих німецьких футбольних діячів — французько-швейцарський підприємець та виконавчий директор фірми Adidas Робер Луї-Дрейфус (*1946—†2009), в приватному порядку таємно запозичів 6 липня 2000 року 10,3 мільйона швейцарських франків. «Шпіґель» стверджує, що кошти були використані для підкупу чотирьох азійських представників у виконкомі ФІФА.
Про це мали бути добре обізнаними голова оргкомітету 2006 «кайзер» Франц Бекенбауер, його заступник та пізніше голова Футбольного союзу Німеччини Вольфганг Нірсбах та інші високопосадові футбольні функціонери. Ці гроші ніде офіційно не були задекларовані — ні в бюджеті Заявочного комітету DFB, а ні в бюджеті Оргкомітету ЧС-2006.
Півтора року по тому Луї-Дрейфус зажадав свою позику назад, але тепер вже 6,7 млн в євро. Тому Оргкомітет доручив Бекенбауеру і Нірсбаху винайти спосіб, щоб якось непомітно здійснити грошовий трансфер Дрейфусу. Як сплило із секретних документів, за допомогою керівництва ФІФА була вигадана легенда:
6,7 млн євро були переказані з рахунку DFB на рахунок ФІФА в Женеві — як німецький внесок в начебто запланований (потім відмінений) гала-концерт на церемонії відкриття на Олімпійському стадіоні в Берліні. Звідти ФІФА перевела ці гроші далі — безпосередньо на рахунок Луї-Дрейфуса в Цюриху.
Після оприлюднення матеріалу розслідування «Шпігеля» президент DFB Нірсбах заперечував свою причетність до корупційного трансферу і наполягав, що дізнався про його існування значно пізніше. Попередник Нірсбаха на посаді президента DFB Тео Цванцигер навпаки, — визнав існування «чорної каси» і звинуватив Нірсбаха в поширенні неправди:

| — Це однозначно, що «чорна каса» існувала при поданні німецької заявки на ЧС-2006. ... Наскільки я бачу, Нірсбах каже неправду[69] Оригінальний текст (нім.) Es ist eindeutig, dass es eine schwarze Kasse in der deutschen WM-Bewerbung gab. ...So wie ich das sehe, lügt Niersbach |
Прокуратура Франкфурта-на-Майні, де прописана штаб-квартира DFB, відкрила кримінальне провадження за формулою: «можливе ухилення від сплати податків» і провела обшуки у штаб-квартирі Німецького футбольного союзу. Після цього не минув і тиждень, як Вольфганг Нірсбах пішов у відставку з посади президента Футбольного союзу Німеччини.